# Akatsuki no Yona
Akatsuki no Yona (暁のヨナ), també conegut en català com a Yona, la princesa de l'alba en la seva adaptació animada, és un manga shojo escrit i il·lustrat per Mizuho Kusanagi, publicat per lliuraments a la revista Hana to Yume de Hakusensha des de l'agost del 2009.
Ha tingut una adaptació anime feta per Studio Pierrot, que es va estrenar el 7 d'octubre de 2014. Aquesta adaptació agafa les veus del repartiment del CD Drama estrenat anteriorment, així com nous actors de doblatge. També s'ha adaptat a obra de teatre.
L'anime es va estrenar amb doblatge català el 9 de setembre de 2024 al canal SX3.

## Argument
La història es desenvolupa al regne de Kouka. La Yona és la protagonista principal de la sèrie i és l'única princesa del Regne de Kouka i com a tal, porta una vida luxosa i sense preocupacions. Ho té tot: la millor roba, el menjar més bo, un emperador que l'adora com a pare; el seu atractiu cosí, en Soo-Won, de qui està enamorada i el seu guardaespatlles, en Hak, amb qui es baralla constantment. Però aquest tranquil estil de vida arriba a la fi el dia en què una de les persones en què la Yona més confiava la traeix. Una traïció que fa miques tots els seus somnis i que l'obliga a fugir de la seva pròpia llar.

## Doblatge
| Personatge | Japonès          | Català            |
| ---------- | ---------------- | ----------------- |
| Yona       | Chiwa Saito      | Marta Rodríguez   |
| Son Hak    | Tomoaki Maeno    | Sergi Mani        |
| Soo-Won    | Yūsuke Kobayashi | Iván Priego       |
| Ki-Ja      | Masakazu Morita  | Marcel Navarro    |
| Shin-Ah    | Nobuhiko Okamoto | David García Llop |
| Jae-Ha     | Junichi Suwabe   | Sergio Olmo       |
| Zeno       | Hiro Shimono     | Gerry Núñez       |
| Yoon       | Junko Minagawa   | Ferran Rull       |

## Contingut de l'obra

### Manga
El manga d'Akatsuki no Yona és escrit i il·lustrat per Mizuho Kusanagi. Va començar a publicar-se a la revista de manga shōjo de Hakusensha Hana to Yume el 5 d'agost de 2009. El primer volum es va publicar el 19 de gener de 2010, i a data de 19 de maig de 2023 se n'han publicat quaranta-un volums i continua publicant-se.

### Anime
L'adaptació a anime va ser produïda pels estudis Pierrot i consta de 24 episodis que es van emetre entre el 7 d'octubre de 2014 i el 24 de març de 2015 al canal de televisió AT-X. L'anime fou dirigit per Kazuhiro Yoneda, l'encarregat dels guions fou Shinichi Inotsume i qui en dissenyà els personatges va ser Maho Yoshikawa. Kunihiko Ryo en compongué la banda sonora juntament amb el director de so Yukio Nagasaki. Mantingué les veus del repartiment del CD Drama.
La sèrie també consta de tres OVAs. El primer va sortir el 18 de setembre de 2015; el segon el 19 d'agost de 2016 i el tercer i últim va sortir el 20 de desembre de 2016.
El 5 d'octubre de 2023 es va anunciar oficialment que l'anime arribaria doblat al català i que s'emetria al canal SX3 amb el títol de Yona, la princesa de l'alba. Finalment, es va estrenar el 9 de setembre de 2024.

## Rebuda
La revista especialitzada en llibres i manga Da Vinci de Kadokawa i Media Factory va revelar la llista de la 17a edició del "Llibre de l'any". Yona, la princesa de l'alba va obtenir el 27è lloc del rànquing de mangues. Aquest rànquing no només contempla les vendes (en aquest cas, dels volums 1 al 21), sinó també els vots de 5.117 persones, que inclouen crítics literaris, escriptors i treballadors de llibreries.
D'altra banda, a Otaku USA destaquen la història interessant del manga amb bona qualitat dels dibuixos, fent esment als edificis, la roba i les joies. L'anime a Anime News Network rebé per part dels crítics en la preestrena les següents puntuacions (sobre 5): 3,5; 2,5; 2; 2,5 i un 3. L'últim episodi rebé un B+, sent considerat un final decebedor.